# Parafia św. Mikołaja w Rychwałdzie
Parafia pod wezwaniem Świętego Mikołaja w Rychwałdzie – parafia rzymskokatolicka znajdująca się w Rychwałdzie. Należy do dekanatu Żywiec diecezji bielsko-żywieckiej. Erygowana w 1472. Prowadzą ją franciszkanie konwentualni.

## Historia
Samodzielną parafię w Rychwałdzie, należącym do najstarszych osad otaczających Żywiec, erygowano w roku 1472. W latach 40. XVI w. powstał tu z fundacji ówczesnego właściciela państwa żywieckiego, Mikołaja Komorowskiego, drewniany kościół konsekrowany w 1547 r. przez biskupa krakowskiego, Erazma Ciołka.
W 1644 r. Katarzyna z Komorowskich Grudzińska, właścicielka państwa ślemieńskiego, do którego Rychwałd trafił po podziale Państwa Żywieckiego w 1608 r., podarowała parafii w Rychwałdzie obraz Matki Bożej sprowadzony z majątku jej męża w Środzie Wielkopolskiej. Umieszczono go w bocznym ołtarzu.
W 1658 r. mąż Katarzyny, Piotr Samuel Grudziński, z wdzięczności za uzdrowienie ufundował ołtarz Matki Bożej Rychwałdzkiej. Dziesięć lat później, 22 października 1658 r. biskup krakowski Mikołaj Oborski dekretem uznał obraz za cudowny i polecił szerzenie jego kultu.
W związku z coraz większą liczbą przybywających pielgrzymów w połowie XVIII wieku postanowiono wybudować w Rychwałdzie nowy, większy kościół. Murowana barokowa świątynia pod wezwaniem św. Mikołaja wraz z monumentalnym ołtarzem głównym Matki Bożej Rychwałdzkiej został konsekrowany przez biskupa Franciszka Potkańskiego 2 sierpnia 1756 r.
Stary drewniany kościół został przeniesiony do sąsiednich Gilowic, gdzie stoi do dziś.
Tymczasem stary kościółek gilowicki rozebrano, a z jego materiału rozbiórkowego wzniesiono kaplicę Serca Pana Jezusa w Rychwałdzie.
W 1947 r. opiekę nad sanktuarium powierzono ojcom franciszkanom. W latach 1995–2000 wznieśli oni w sąsiedztwie kościoła Dom Edukacyjno-Formacyjny. Tradycją zapoczątkowaną w latach 70. XX wieku są odprawiane trzynastego dnia każdego miesiąca od maja do października nabożeństwa fatimskie.
23 lipca 2017 r. kościół parafialny został podniesiony do rangi bazyliki mniejszej.